# Dominic Artis
Dominic Artis, né le 7 juillet 1993 à Oakland, Californie, est un joueur américano-kosovar de basket-ball. Il joue au poste de meneur.

## Biographie
Dominic Artis naît le 7 juillet 1993 à Oakland en Californie. Ses parents sont Greg and Tamera Davis qui ont aussi deux autres fils. Dominic Artis suit une scolarité au sein de la Findlay Prep (en) de Henderson (Nevada).

### Carrière universitaire
Dominic Artis commence sa carrière universitaire en NCAA Division I avec les Ducks de l'Oregon de 2012 à 2014. Après sa deuxième saison, lui et ses coéquipiers Damyean Dotson et Brandon Austin sont exclus en raison d'allégations d'agression sexuelle. Néanmoins, le procureur du comté de Lane ne les inculpe pas en raison du manque de preuves et des déclarations contradictoires de la victime. Contraint de trouver une autre formation pour la période 2014-2015, il intègre le Diablo Valley Junior College, en Californie.
Une seconde chance de percer au haut niveau lui est offerte en 2015 lorsque les Miners de l'UTEP entraînés Tim Floyd font appel à lui. Lors de sa dernière saison au Texas, il marque en moyenne 15,0 points et prend 6,5 rebonds par match et est nommé parmi la Second-team All-Conference USA. Artis n'est toutefois pas choisi lors de la draft 2017 de la NBA.

### Carrière professionnelle
Le 10 août 2017, Dominic Artis signe avec le Czarni Słupsk, en première division polonaise (PLK). Le 10 janvier 2018, il quitte la Pologne après avoir enregistré des moyennes de 15,2 points, 5,1 rebonds et 6,1 passes décisives par match. Deux jours plus tard, il s'engage avec l'Igokea Aleksandrovac, club bosnien, pour le reste de la saison 2017-2018. Il y récolte en moyenne 13 points et 5 passes décisives par match. Le 3 août 2018, Dominic Artis est recruté par la VL Pesaro, en première division italienne. Le 19 août 2019, il fait son retour en PLK, sous les couleurs du MKS Dąbrowa Górnicza (en). Il est recruté le 30 janvier 2020 par le Cedevita Olimpija, club du championnat de Slovénie et de la Ligue adriatique, mais est libéré dès le mois de mai suivant. Le 14 août 2020, Artis rejoint la Grèce pour évoluer avec le Kolossos Rhodes. Il y comptabilise des moyennes de 14,4 points, 5,5 passes décisives, 4,8 rebonds et 1,6 interception au sein du championnat hellène.
Dominic Artis est recruté le 25 juillet 2021 par le Cholet Basket, en première division française. Il réalise de solides performances et participe a la première qualification du club des Mauges en play-offs du championnat de France depuis 10 ans. Meilleur marqueur et joueur le mieux classé à l’évaluation de son équipe, son contrat est prolongé d'un an. En 2022-2023, il est l'un des artisans de l'épopée en Coupe d'Europe FIBA qui voit le club choletais échouer en finale contre le KK Włocławek. Cholet ne peut cependant pas s'aligner sur les nouvelles prétentions salariales de l'Américain qui signe le 6 juillet 2023 avec le Çağdaş Bodrumspor (en) (D1 turque).
En juillet 2024, Artis revient dans le championnat français et s'engage pour une saison avec la SIG Strasbourg, entraînée par Laurent Vila, ancien entraîneur de Cholet.

### Carrière internationale
Dominic Artis est naturalisé kosovar en juillet 2023 et suit ainsi la voie tracée ces dernières années par ses compatriotes Justin Doellman, Scott Bamforth ou Shawn Jones. Il fait ses débuts sous ses nouvelles couleurs à Prizren le 28 juillet 2023 contre la Suisse à l'occasion du 3e tour des pré-qualifications pour l'Euro 2025 (victoire 76-49).

## Statistiques

### Universitaires
| Saison    | Équipe            | Matchs | 5 Dép. | Minutes | % Tirs | % 3pts | % LF | Rbds/m | PassD/m | Int/m | Ctrs/m | Pts/m |
| --------- | ----------------- | ------ | ------ | ------- | ------ | ------ | ---- | ------ | ------- | ----- | ------ | ----- |
| 2012-2013 | Ducks de l'Oregon | 28     | 25     | 28,8    | 37,2   | 35,8   | 67,9 | 2,18   | 3,21    | 1,54  | 0,25   | 8,50  |
| 2013-2014 | Ducks de l'Oregon | 25     | 6      | 16,9    | 34,0   | 25,8   | 67,4 | 1,92   | 2,20    | 0,80  | 0,12   | 4,12  |
| 2015-2016 | Miners de l'UTEP  | 33     | 30     | 32,2    | 40,4   | 33,1   | 65,8 | 5,09   | 5,16    | 1,33  | 0,24   | 11,94 |
| 2016-2017 | Miners de l'UTEP  | 32     | 32     | 36,5    | 43,8   | 29,4   | 63,7 | 6,49   | 5,84    | 1,88  | 0,13   | 15,00 |
| Total     |                   | 118    | 93     | 28,1    | 40,4   | 31,9   | 65,5 | 4,10   | 4,25    | 1,38  | 0,19   | 10,30 |

### Compétitions européennes
| Saison    | Équipe        | Compétition                               | Matchs | 5 Dép. | Minutes | % Tirs | % 3pts | % LF | Rbds/m | PassD/m | Int/m | Ctrs/m | Pts/m |
| --------- | ------------- | ----------------------------------------- | ------ | ------ | ------- | ------ | ------ | ---- | ------ | ------- | ----- | ------ | ----- |
| 2022-2023 | Cholet Basket | Coupe d'Europe FIBA (tours qualificatifs) | 2      | -      | 25,0    | 45,0   | 40,0   | 80,0 | 3,50   | 2,50    | 1,50  | 0,00   | 13,00 |
| 2022-2023 | Cholet Basket | Coupe d'Europe FIBA (phase principale)    | 18     | -      | 29,1    | 46,8   | 42,2   | 73,9 | 2,61   | 3,11    | 1,56  | 0,22   | 15,94 |
| Carrière  | Carrière      | Carrière                                  | 20     | -      | 28,7    | 46,6   | 42,0   | 74,3 | 2,40   | 3,05    | 1,55  | 0,20   | 15,65 |

### Compétitions régionales

#### Saisons régulières
| Saison    | Équipe               | Compétition      | Matchs | 5 Dép. | Minutes | % Tirs | % 3pts | % LF | Rbds/m | PassD/m | Int/m | Ctrs/m | Pts/m |
| --------- | -------------------- | ---------------- | ------ | ------ | ------- | ------ | ------ | ---- | ------ | ------- | ----- | ------ | ----- |
| 2017-2018 | Igokea Aleksandrovac | Ligue adriatique | 7      | -      | 23,9    | 42,5   | 30,8   | 93,1 | 2,86   | 4,29    | 2,00  | 0,00   | 13,29 |
| 2019-2020 | Cedevita Olimpija    | Ligue adriatique | 4      | -      | 13,3    | 50,0   | 55,6   | 80,0 | 1,25   | 2,25    | 1,25  | 0,00   | 6,75  |
| Carrière  | Carrière             | Carrière         | 11     | -      | 20,0    | 44,9   | 40,9   | 91,2 | 2,27   | 3,55    | 1,73  | 0,00   | 10,91 |

### Championnats nationaux

#### Saisons régulières
| Saison    | Équipe               | Championnat       | Matchs | 5 Dép. | Minutes | % Tirs | % 3pts | % LF | Rbds/m | PassD/m | Int/m | Ctrs/m | Pts/m |
| --------- | -------------------- | ----------------- | ------ | ------ | ------- | ------ | ------ | ---- | ------ | ------- | ----- | ------ | ----- |
| 2017-2018 | Czarni Słupsk        | PLK               | 16     | -      | 31,63   | 41,2   | 35,0   | 39,4 | 5,13   | 6,13    | 2,00  | 0,13   | 15,25 |
| 2017-2018 | Igokea Aleksandrovac | Premijer Liga BiH | 9      | -      | 25,78   | 39,7   | 31,3   | 36,7 | 2,78   | 5,33    | 1,67  | 0,11   | 10,22 |
| 2018-2019 | VL Pesaro            | Serie A           | 30     | -      | 27,23   | 42,1   | 28,9   | 38,2 | 3,53   | 3,17    | 1,70  | 0,10   | 9,87  |
| 2019-2020 | MKS Dąbrowa Górnicza | PLK               | 14     | -      | 32,71   | 52,4   | 47,2   | 49,5 | 3,79   | 5,79    | 1,79  | 0,00   | 21,57 |
| 2019-2020 | Cedevita Olimpija    | 1. SKL            | 2      | -      | 25,00   | 37,5   | 57,1   | 46,7 | 4,50   | 4,50    | 0,26  | 0,00   | 9,50  |
| 2020-2021 | Kolossos Rhodes      | A1 Ethniki        | 22     | -      | 31,05   | 48,3   | 30,3   | 41,2 | 4,95   | 5,41    | 1,68  | 0,09   | 14,18 |
| 2021-2022 | Cholet Basket        | Élite             | 33     | -      | 28,03   | 49,4   | 38,5   | 43,6 | 3,12   | 4,30    | 1,39  | 0,09   | 14,15 |
| 2022-2023 | Cholet Basket        | Élite             | 32     | -      | 29,22   | 46,6   | 35,6   | 40,3 | 3,00   | 3,63    | 1,38  | 0,19   | 16,28 |

#### Playoffs
| Saison    | Équipe               | Championnat       | Matchs | 5 Dép. | Minutes | % Tirs | % 3pts | % LF | Rbds/m | PassD/m | Int/m | Ctrs/m | Pts/m |
| --------- | -------------------- | ----------------- | ------ | ------ | ------- | ------ | ------ | ---- | ------ | ------- | ----- | ------ | ----- |
| 2017-2018 | Igokea Aleksandrovac | Premijer Liga BiH | 6      | -      | 32,3    | 42,7   | 37,8   | 66,7 | 5,00   | 5,33    | 3,00  | 0,17   | 16,50 |
| 2020-2021 | Kolossos Rhodes      | A1 Ethniki        | 2      | -      | 35,0    | 39,4   | 33,3   | 55,6 | 3,00   | 6,50    | 0,50  | 0,00   | 17,00 |
| 2021-2022 | Cholet Basket        | Élite             | 3      | -      | 31,7    | 31,1   | 28,6   | 100  | 1,67   | 3,00    | 1,00  | 0,00   | 12,33 |
| 2022-2023 | Cholet Basket        | Élite             | 3      | -      | 32,7    | 34,1   | 33,3   | 71,4 | 3,00   | 2,00    | 2,33  | 0,00   | 15,33 |

## Palmarès

### Universitaire
- Pacific-12 Conference
  - Champion: 2013.

### En club
- Coupe d'Europe FIBA:
  - Finaliste: 2023.
- Championnat de Bosnie-Herzégovine:
  - Vice-champion: 2018.
- Coupe de Bosnie-Herzégovine:
  - Vainqueur: 2018.
- Coupe de Slovénie:
  - Vainqueur: 2020.

### Distinctions individuelles
- All-Conference USA en 2016
- Second-team All-Conference USA en 2017